# 康定級巡防艦
康定級巡防艦，原型為法國海軍拉法葉級巡防艦，為中華民國海軍的一級艦，隸屬海軍一二四艦隊，母港為左營軍港。主要執行台灣海峽周遭防空、反潛、護航、反封鎖及聯合水面截擊作戰。
拉法葉級巡防艦設計初已納入模組化思想，法國造艦局也提供了一些改良版本供客戶選配；中華民國海軍採購康定級之際，選配的偵搜系統較法國海軍自用的版本先進，並配備美國製及自製武器，由於裝設過多非原廠裝備，據說在系統和加裝的武器之間有相容性問題。而此艦由軍火商仲介過程中所衍生的拉法葉軍購案與尹清楓命案，至今仍是爭議焦點。

## 概要
康定級巡防艦以中華民國西康省省会康定市命名，之後艦艇的命名均以中華民國各省會來命名。
從1970年代末期，中華民國海軍便開始在籌獲取代山字級巡防艦與陽字號驅逐艦的新型艦艇，從1980年代初忠義計畫停止後，雖然在1980年代中葉開始啟動光華一號計畫，但美國僅授權建造8艘巡防艦，尚有大量需求空缺仍待汰換。
海軍在1980年代從世界各國籌獲巡防艦，在1980年代末期一度傳出將採購南韓研製的蔚山級巡防艦，曾引發民意高度反彈。最終在1989年決定向法國採購巡防艦，採購代號海軍稱「光華二號」，法國稱「喝彩行動」（Operation Bravo）。在向法國採購的訊息傳出後，最先認為海軍向法國採購的是F-2000巡防艦（麥地那級巡防艦），但最終決定採購F-3000巡防艦，該款軍艦在1980年代末為法國海軍甫服役的現役艦種，此談判成果讓外界大為訝異；同時採購數量也從原先外傳的16艘大幅縮減為6艘，購艦計畫與決策的大幅調整，使康定級尚未簽約前就開始受到外界高度關注。
1991年8月31日，依光華二號計畫與法國簽署合約，共計6艘。首艦於1992年2月1日在法國海軍造船局洛里昂造船廠開工，1994年3月22日由中華民國駐法國代表邱榮男代表中華民國政府主持下水典禮。1996年完成交艦儀式，自法國啟航後經大西洋、巴拿馬運河和太平洋於5月18日抵達台灣，並於5月24日正式服役。

## 設計
康定級全艦官兵編制176人，其中軍官20人、士官兵156人，分別配屬作戰、戰系、輪機、補給四部門。目前各艦艇分別隸屬於海軍124艦隊轄下之242戰隊與264戰隊，與成功級巡防艦混合編組運用。

### 匿蹤性
康定級艦的原型艦拉法葉級巡防艦最大特色為西方國家第一種導入匿蹤化思考的艦體外型設計，全艦表面設計避免出現過多稜角，多數甲板設備皆可隱藏或是收納入艦體內，如附加小艇（共兩艘，其中一艘為橡膠突擊艇）並不像傳統吊掛在船隻兩側而是直接收納於艦身中，當要使用時才把艦側的方形捲簾式金屬網拉門升起來吊起小船放入水中；大面積的表面部分也傾斜正負10度角，避免複雜造型或是菱角結構，可分散雷達所射出的波段，讓敵艦所能收到的雷達反射波減少，以達匿蹤目的。
動力機組部分，法國原廠設計初也設計了完整的吸音設計，所有引擎主機底座裝有避震消音墊，有效降低噪音傳遞至艦體；引擎所排放的廢氣有進行抑制，煙囪經過特別設計，避免紅外線軌跡遭敵軍發現；螺旋槳設計也納入抑止高轉速所可能產生的氣泡問題，提升聲納可運用航速上限。然而在康定級服役後，海軍艦上人員發現靜音能力並不如法國版本，海軍方面認為可能是由於艦體設計與機電架構變更（如發電機），產生了原廠未預期的低頻共振問題，也有可能是艦上若干震動點的防震措施並未妥當，或者是輪機的大軸品質有瑕疵。

### 防護
傳統軍艦的設計上會使用雙層船底強化抗損，而康定級在水線以上的兩側船艙也導入雙層船殼設計，並使用強度較好的連焊技術，理論上船殼需要20公釐砲彈才可貫穿（成功級為12.7公厘），要害區段還配置額外的防彈鋼板，就巡防艦標準康定級更為堅固耐用。
艙間設計上，康定級主機艙間設有三道防水壁，能隔絕火災或進水的狀況發生；全艦各處均有固定或機動式的滅火、抽水和通風裝備，彈藥庫等重要艙房設有可監控火焰、煙霧、溫度異常之自動感測器。全艦各處普遍裝設電腦資訊接點，可讓損管人員在任何地點以筆記型電腦與控制中心聯結取得即時損管資訊節省資訊傳輸時間，在遭受戰損時更能存活。
在戰情室、各控制管理室備有加壓氣密過濾裝置防範核生化污染攻擊；全艦各處皆裝有撒水措施，可自行處理所遭受的核生化污染。各艙室聯絡的線路採複式配置，均用雙重線路與電纜管道連接，使艦上的控制中心和戰情室能在遭受戰損情形下繼續執行任務，不會因一次戰損而失去作戰能力。
康定級具有自動舵翼穩定系統，具有兩具穩定鰭，在海象不佳時可有效抑制橫搖擺，使艦載直昇機能在六級海象以下執行起降作業。
為了便於維修，康定級採有模組化設計，均有預先設計妥當的管線與空間，方便維修人員能在極短的時間內完成維修，有效縮短維修的時間。

### 偵測與射控系統
康定級戰鬥指揮系統為湯姆笙-CSF（現泰雷茲集團）研製的TAVITAC-2000型戰鬥系統，該系統開發可追溯回法國在1950年代開發的Vega火控系統，TAVITAC-2000為其第四世代之直系研發成果。直至今日，仍會偶有出現不明究理的外行論點認定中國人民解放軍海軍在旅滬級驅逐艦已採購配備TAVITAC戰鬥系統，故康定級戰鬥能力已被中共掌握；但旅滬級所採購的ZKJ-4戰鬥系統早在1984年立項研究，並在1987年完成陸地測試，另外大陸與法國在同年1月簽約購買海響尾蛇防空導彈系統與配套的所謂TAVITAC系統只是Thomson-CSF系統，是專門用於海響尾蛇防空導彈的指揮作戰用火控系統，和真正引進整套TAVITAC作戰指揮系統完全不同，中國人民解放軍顯然不可能有引進，甚至模仿TAVITAC的機會。
TAVITAC-2000運算系統核心為半分散式架構，前、後各配置一戰術電腦、六部VISTA-RM型系統操控台以及一部戰鬥繪圖桌，全系統用二條乙太網路線連結，整合各型偵蒐、電戰、射控、武器與資料鏈結系統並支援戰術分析，可包辦空中、水面和水下作戰，具有極高的整合程度與自動化；各顯控台都能存取操作戰鬥系統之下每一個子系統的機能，萬一有部分顯控台失效，其功能也能切換由他顯控台接手，最大可同時處理400個目標；法國海軍的拉法葉級因沒有反潛功能，康定級的TAVITAC-2000額外增加一組反潛作戰顯控台，負責水下偵測和接戰，並能接收來自S-70C(M)1反潛直昇機以資料鏈傳輸的聲學資料。
康定級的偵搜設計是中華民國海軍採購的主要價值，在1990年代採購初，其水面與水下搜索能力都優於成功級巡防艦；由於顧慮到康定級可能會遭遇較遠的空中目標，故海軍並不是採拉法葉級所安裝的DRBV-15C海虎-II（Sea Tiger Mk.2），而改採與戴高樂號航空母艦雷達同等級的DRBV-26D木星-II（Jupiter-II）長程空平面二用雷達。木星-II雷達採用與DA-08雷達相同的天線，並連接敵我識別答問天線，能選擇7.5轉/分與15轉/分兩種不同轉速，最大偵蒐距離360公里，可同時追蹤128個目標，並能在250公里外偵測到雷達截面積2平方公尺的目標。不同於拉法葉級的是，康定級的對空雷達是安裝於主桅杆前，與拉法葉級相反。低空快速目標則使用海神（triton） G搜索雷達（法軍編號RS3050），裝設於康定級後桅杆上，轉速達40轉/分，其目標更新速率優於木星二型，且擁有自動追蹤、重新標定、過濾雜波與跳頻等能力，使其電子反制性能佳，最大偵蒐距離60公里，可同時追蹤48個目標，並能在19公里外偵測雷達截面積2平方公尺的目標。
射控方面，康定級非採原拉法葉級CTM整合光電/雷達射控系統（其整合Castor 2J射控雷達以及光電偵測系統），而是改採兩具單獨的Thales Castor 2C I/J頻照明雷達（其整合有輔助用的光學追蹤儀），分別位在一號桅杆前方以及二號桅杆後方，艦橋上還另外有一具Najir MK-2光電偵測儀。其中CastorII射控雷達能自動追蹤及解算砲令，主要用於導引MK-75快炮與40公釐L/70機砲，對於掠海攻艦飛彈的偵蒐達16公里，並能在15公里外鎖定雷達截面積0.1平方公尺的目標。
導航方面有NAVIGATION導航雷達和HELO直昇機導航雷達，分別位於艦橋頂端以及直昇機甲板末端，任務為艦船導航及直昇機進場起降作業，其中在首艘艦康定號返國時，遭遇颱風導致位於直升機甲板後方的雷達損壞。
海軍在規劃時另外要求把太康導航儀納入艦上裝備，其設計目的亦是為艦載直昇機或友軍空援機飛航管制與導引，有效距離為400公里。結果在原始設計上造成一些衝突，原來太康系統是由飛行器的「問訊機」和地面或艦上的「答訊機」所組成，透過兩者算出雙方彼此的方位距離等資料，進而達成導航之目的；因此兩者間不能有障礙物，否則會降低效能，故海軍規定軍艦上的太康天線必須設桅杆頂點。然而，康定級回國後發現法國工人把太康天線的平台設在主桅杆後方，並低於海神G雷達處，為此國防部與中研院遭到監察院糾正；由於康定級已有HELO直昇機導航雷達可擔任直升機導航任務，經法方教學後，軍方已會使用法方裝備導航，形同多餘的太康天線隨後也自主桅上拆除。
對潛作戰方面，由於法國海軍並未賦予拉法葉級反潛任務，並無裝設艦體聲納與魚雷管，但在基本設計擁有極佳的靜音設計，包含輪機安裝減噪套件、氣泡屏蔽等設計，基礎設計上有極佳反潛適性。中華民國採購的拉法葉級為原廠設計的反潛衍生型，加裝了艦艏聲納、拖曳陣列聲納與魚雷管。康定級艦上的反潛系統為由湯姆笙馬可尼聲納公司研製的Alose聲納系統，整套系統包括艦首下方的Spherion-B中頻主/被動聲納以及位於艦尾艙門內的ATAS(V)3主/被動拖曳陣列聲納組。其中ATAS(V)3為DSBV-62的外銷型號，由一個主動可變深度聲納（VDS）與Lamproie低頻被動拖曳陣列聲納組成，搭配Spherion-B艦首聲納，可形成一個完整的水下偵測體系。
其中中頻的SPHERION-B艦艏球型聲納，有極佳的三度空間電子穩定功能，其主動聲納能分成全向、特定方向扇面等波束模式，操作頻率約5KHz，最大偵測距離32km，具有48個聲道，能自動處理/分析聲納回波，能同時追蹤32個目標。由於其聲納波束穩定，即便在干擾嚴重的淺水域或是惡劣海象下仍能有效運作，適合用於台灣海峽地區。ATAS(V)3的VDS陣列音響則位於強化玻璃纖維（GRP）製造的浮體內，並藉由鋼纜施放拖曳，可突破水中層次深度限制，其最大偵測距離約64km，最大施放深度為235m，操作頻率為3.5Hz，能同時自動追蹤10個目標；另外搭配的Lamproie被動陣列聲納則有寬頻與窄頻兩種監聽模式，具有監聽、偵測、識別與定位的功能，最大偵測距離約100公里，可將接收之目標信號與資料庫比對，作有效之鑑別分析，同時也負責接收VDS的低頻主動聲納波。
情報傳遞上，艦艇內部採SNTI-240整合式艦內通信網路系統，負責全艦廣播、各部門溝通對話、泊港外線電話、全艦同步數位式時間顯示等功能。而與外部聯繫則有HF收發機四具、VHF/UHF收發機五具、FM收發機二部和國際港埠通信機(CHANNEL-16)一具，可執行各項行政與戰術通信。另外還裝設「大成系統」，其相當於台灣版的美軍Link-11系統，可作為戰鬥、戰術情報與各項資訊交聯之用。
2000年初，中華民國國軍在美國同意下嘗試構築跨軍種戰術資料整合之「博勝計畫」，並向美國採購首批50套三軍通用的Link-16聯合戰術情報分配系統(JTIDS)，其中海軍分配到的JTIDS終端機只夠裝備在4艘基隆級驅逐艦、2艘成功級、3艘康定級上，雖然需要的硬體支援空間在2004年均已完成修改，但因JTIDS終端機數量不足，許多時候海軍只能從不同艦種上互拆，確保出任務的戰艦能獲得最完整的資訊支援。

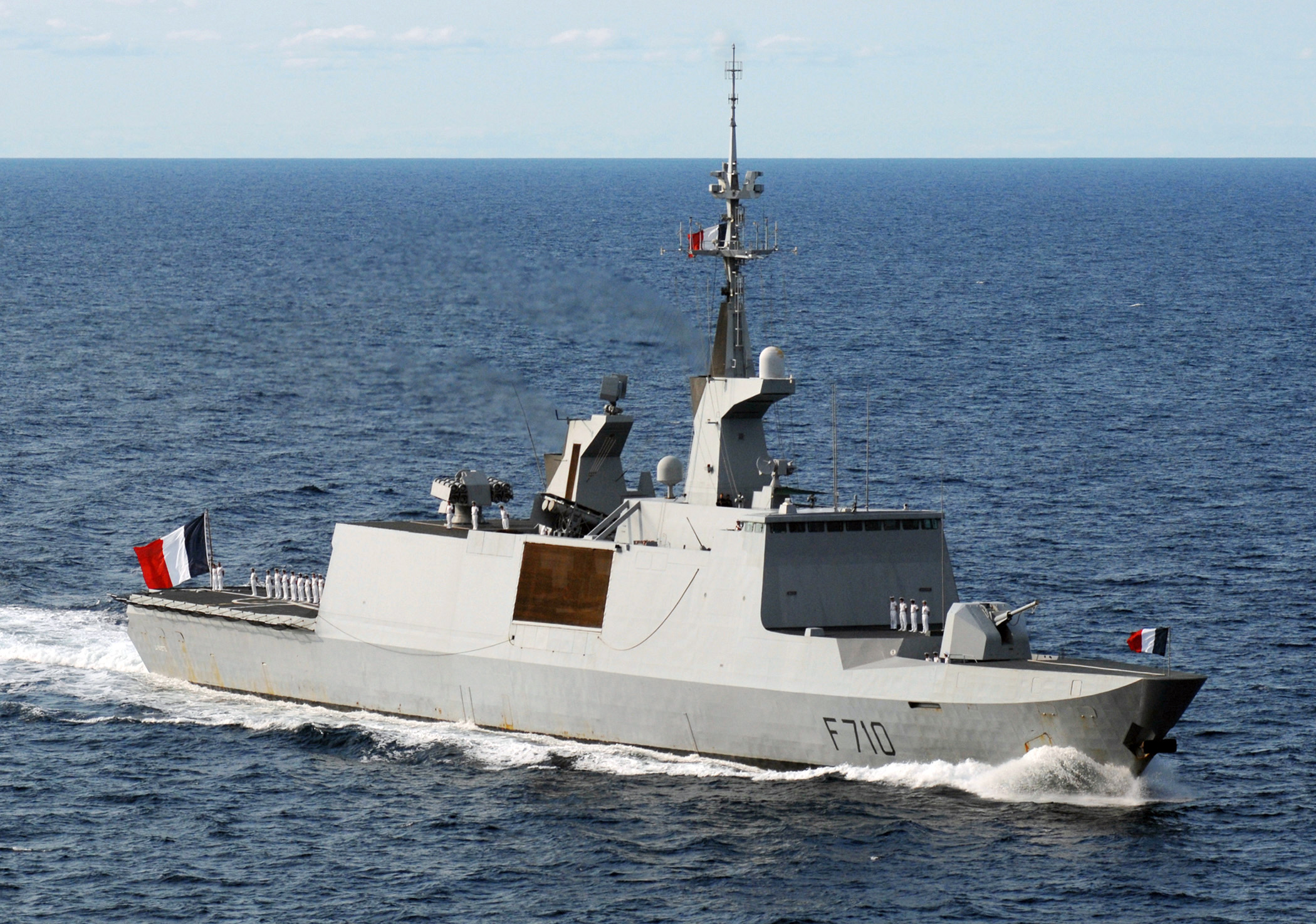
康定級的原型艦拉法葉級巡防艦

### 火力
本艦由於自法國訂購時並無搭配武裝，而是返國後整合國造或美製的武器裝備，使得康定級被一些人戲稱「國際牌軍艦」。康定級主要對海武器是為半埋於艦體，位在木星雷達與主桅之間的2座四聯裝雄風二型反艦飛彈發射箱，採面向左右舷的交錯配置。在雄風三型反艦飛彈量產後，外界新聞曾提及康定級將規劃配備此型超音速反艦飛彈強化對海能力，不過康定級較緊湊的反艦飛彈艙間容積以及無法修改飛彈排焰口，要配備它型號大型反艦飛彈有其難度。
康定級艦艏A砲位為模組化平台，裝設MK-75快炮。中科院研發設計MK-75快炮之匿蹤炮塔外殼，現在沱江級巡邏艦之一號艦使用該砲塔外殼，沱江級後續艦艇預計換OTO設計匿蹤炮塔外殼，武昌艦（FFG-1207）上也採用跟沱江艦相同砲塔外殼，但後來也改用OTO設計之匿蹤炮塔外殼。在2017年向義大利OTO採購4組76炮IROF(Strales套件)升級套件導入康定級，提升射速、防空以及攔截次音速飛彈能力，並採用OTO設計之匿蹤炮塔外殼。
還有迪化艦（FFG-1206）、昆明艦（FFG-1205），上已經換裝了OTO設計匿蹤炮塔。
B砲位則裝備主要防空武器四聯裝海欉防空飛彈發射器1具，發射器裝設在一臨時平台上，其基座並未植入艦體內 ，發射座一般裝備4枚備射彈，彈倉另可擁有8枚，合計共12枚。康定級的防空能力薄弱從服役起便為各界詬病，海欉防空飛彈是1970年代陽字號武進一型作戰系統改良時所採購，發射器未與艦上的偵蒐和戰管系統整合，射手與戰情室的資訊全由語音指示，由射手將發射器轉至目標方位，之後的搜索、標定到發射等步驟皆由射手人工控制，且尋標器靈敏度與運動性也不足。2021年「康定級艦戰鬥系統性能提升案」出現於2022年度國防預算中，此案將升級6艘康定級巡防艦的各項系統，其中包括32聯裝垂射型海劍二防空飛彈系統與配套系統的安裝。
海軍司令部表示，依敵情威脅及作戰需求，規劃康定級中程防空飛彈性能提升案，於110至118年執行換裝。
中華民國國防部2022年公開預算書顯示，海軍編列431億6千萬元以9年時間，進行6艘拉法葉艦戰性能提升案，針對最薄弱的防空系統與反飛彈等系統進行性能升級，未來放置海欉樹防空飛彈的艦首B砲位處，將放入中科院「華陽計劃」自行研發垂直發射系統，搭配海劍二與海弓三防空飛彈，提升拉法葉巡防艦的防空能量。
直升機庫兩側為40公釐L/70機砲，由Castor 2J射控雷達遙控操作火砲進行接戰，也可由人員在砲塔內以人工方式操作火砲進行接戰。
電戰系統則是目前外界所知最少的領域，康定級回國時並沒安裝法製電戰裝備，只在船上裝備2具DAGAIE MK-2干擾絲與熱焰彈發射器；電偵/電戰裝備則由中科院開發，研發過程似乎相當不順利，中科院還因此在2000年3月被監察院行文警告，目前安裝在康定級上的電戰系統為中科院製造的CS/SLQ-6，分別為桿櫃頂端的電偵天線與桿櫃下方的雙面干擾天線，是否與作戰系統整合則不明。
直升機機庫使用輕質且高強度的玻璃纖維強化塑膠材料（FRP）建造，艦載直升機搭配S-70C(M)1反潛直升機，配合船艦水面下的自動舵翼穩定系統，在海象不佳時可有效抑制橫搖擺，使直昇機能在六級海象以下執行起降作業。直升機甲板兩側則各有一三聯裝MK-32魚雷發射管。

### 動力
康定級採雙軸雙舵設計，可讓船艦進、退車時無須改變大軸方向，直接藉由可變輪距予以操控即可。動力系統則與拉法葉級相同，皆為四具SEMT-Pielstick 12 PA6 280 STC 12汽缸柴油機，帶動其雙軸螺旋槳，最大航速25節。
法國在訂購選擇時曾提出另外兩種動力系統方案：第一是柴燃交替動力方式（CODOG），另一種則是SEMT-Pielstick的18汽缸柴油機，兩種都能提供更大的馬力來提高航速；但由於中華民國海軍將康定級定位為反潛艦艇，沒有太高的航速需求，故沒接受變更動力架構的選項。
軍艦供電來源，拉法葉級以3具750kw柴油發電機（設置於同一個輔機艙中）提供電力，中華民國海軍則另外要求增加一套功率300kw的緊急用柴油發電機，並安置在另外的獨立的緊急發電機艙中，以確保當主發電機艙受損而失去功能時，艦上的戰鬥系統與武器仍能由緊急發電機獲得電力。

## 升級
康定級巡防艦「戰鬥系統性能提升案」，預算新台幣431億5,990萬元，進行6艘康定級艦戰鬥系統性能提升，換裝雷達丶飛彈發射系統以及配置的防空丶反艦飛彈，預計以9年時間分批完成，預計至2030年完成。首艘測試艦將以3年時間評估系統換裝後是否符合海軍作戰需求，並驗證「法國作戰系統指揮國產飛彈」，在跨國系統整合上是否順暢無礙，再進行後續5艘艦的戰鬥系統性能提升。據新聞報導，首艘將由承德艦（PFG-1208）作為性能升級原型艦，2023年進行招標，並進行艦體的換裝工程。全案規劃從2022至2030年共9年執行，規劃以3階段方式執行。第一階段，在2022年法方來台的技術團隊，與中科院「迅聯專案」人員就系統整合測試、艦艇勘查及藍圖設繪等作業，並完成加改裝工程評估。在評估可行才後再進入第二階段，第二階段則是自2023至2024年執行首艦的艦艏改裝結構工程與各項戰鬥系統與雷達的安裝與整合，此階段開始進行海劍二防空系統的海上作戰測評；在2025年進行全艦的作戰測評（包括海劍二防空系統的最終作戰測評），測評結果若符合作戰需求再進入第三階段。第三階段則規劃自2026至2030年以每年一艘的方式，分年執行後續2至6艘艦性能提升與測試驗證。
2024年2月16日國防部公告與法國簽署完成「艦艇戰系載台零附件」，總金額為新台幣24億912萬元，升級時間為2024年1月18日至2026年1月18日。升級首艦承德號飛彈巡防艦（PFG-1208）預計2025年9月前完成改裝與相關測試交艦給海軍。

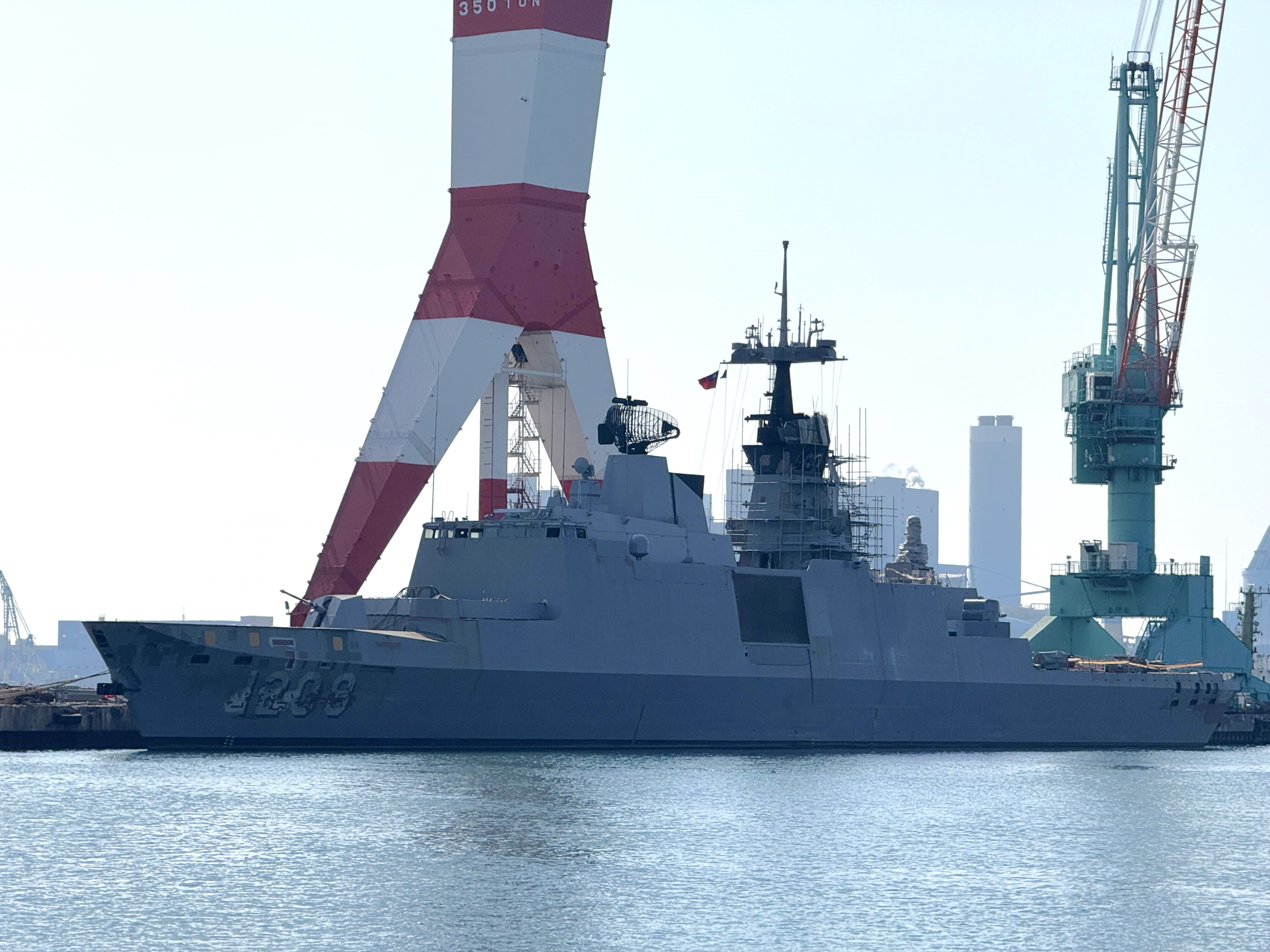
中華民國海軍「康定級巡防艦戰鬥系統性能提升案」2025年1月承德號飛彈巡防艦（PFG-1208）升級工程已完成一半照片
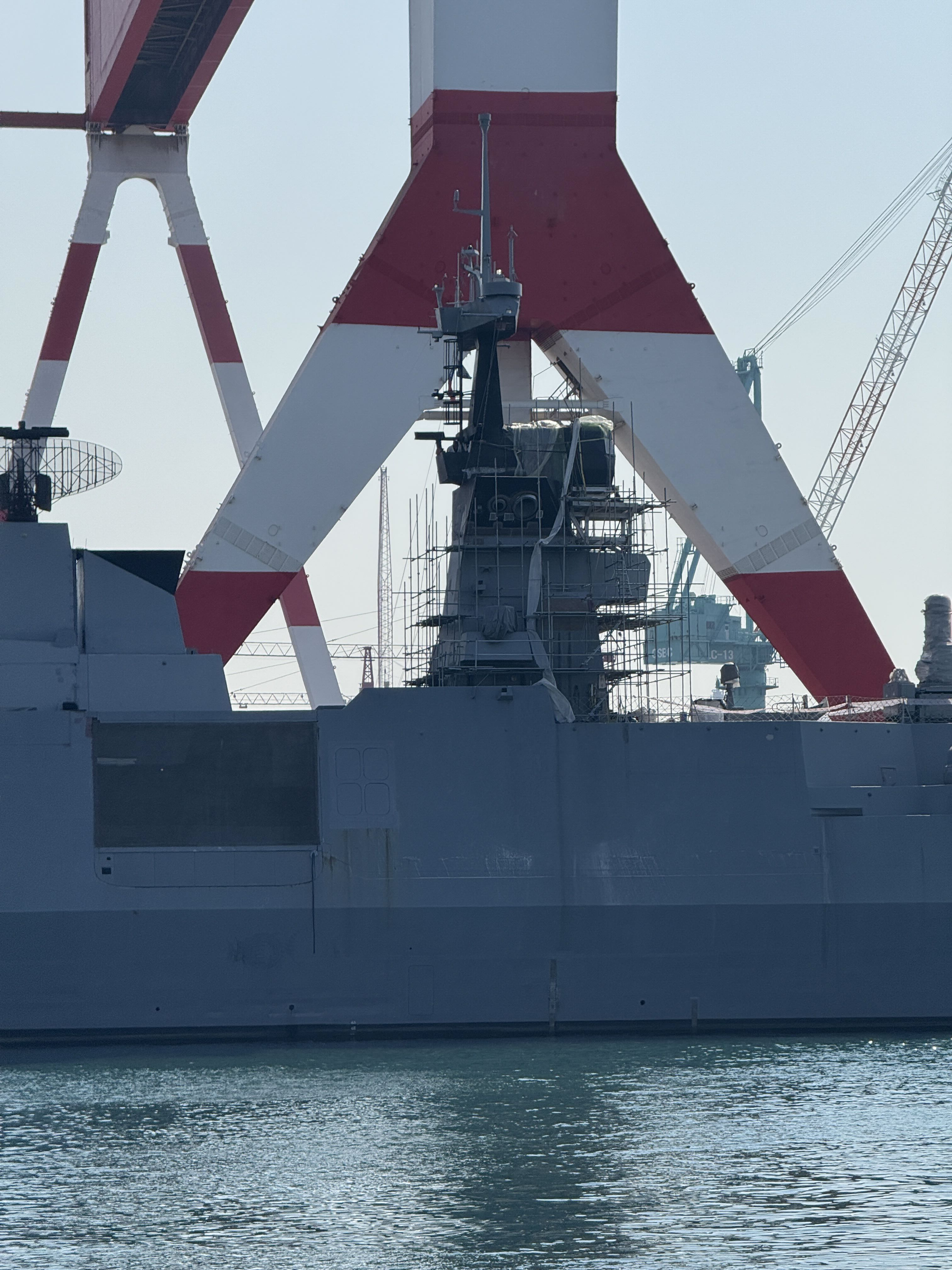
承德號飛彈巡防艦（PFG-1208）後桅，已拆除海神Triton-G G頻中程對空/平面搜索雷達，準備換裝ARTISAN 3D座標搜索雷達。

## 同級艦
| 艦名 | 舷號     | 安放龍骨日期   | 下水日期       | 服役日期       | 除役日期 | 備註 |
| ---- | -------- | -------------- | -------------- | -------------- | -------- | --- |
| 康定 | PFG-1202 | 1993年8月26日  | 1994年3月12日  | 1996年5月24日  |          | 換裝OTO原廠匿蹤砲塔，2023年10月已換裝方陣1B                                                                                     |
| 西寧 | PFG-1203 | 1994年3月14日  | 1994年11月5日  | 1996年10月12日 |          | 方陣Block 1A |
| 昆明 | PFG-1205 | 1994年11月6日  | 1995年5月13日  | 1997年2月26日  |          | 方陣Block 1A，換裝OTO原廠匿蹤砲塔                                                                                               |
| 迪化 | PFG-1206 | 1995年7月1日   | 1995年11月27日 | 1997年8月14日  |          | 換裝OTO原廠匿蹤砲塔 |
| 武昌 | PFG-1207 | 1995年7月1日   | 1995年11月27日 | 1997年12月16日 |          | 海軍首位女性一級艦艦長 黃淑卿上校 2014年換裝中科院自製匿蹤砲塔 2019年改換裝OTO原廠匿蹤砲塔 方陣Block 1A ，2025年3月已換裝方陣1B |
| 承德 | PFG-1208 | 1995年12月27日 | 1996年8月2日   | 1998年3月19日  |          | 方陣Block 1A，換裝OTO原廠匿蹤砲塔。 2024年，承德軍艦作為康定級性能提升計畫的原型測試艦。                                        |

## 關聯項目
- 成功級巡防艦
- 濟陽級巡防艦
- 拉法葉軍購案
- 中華民國海軍艦艇列表

## 圖集

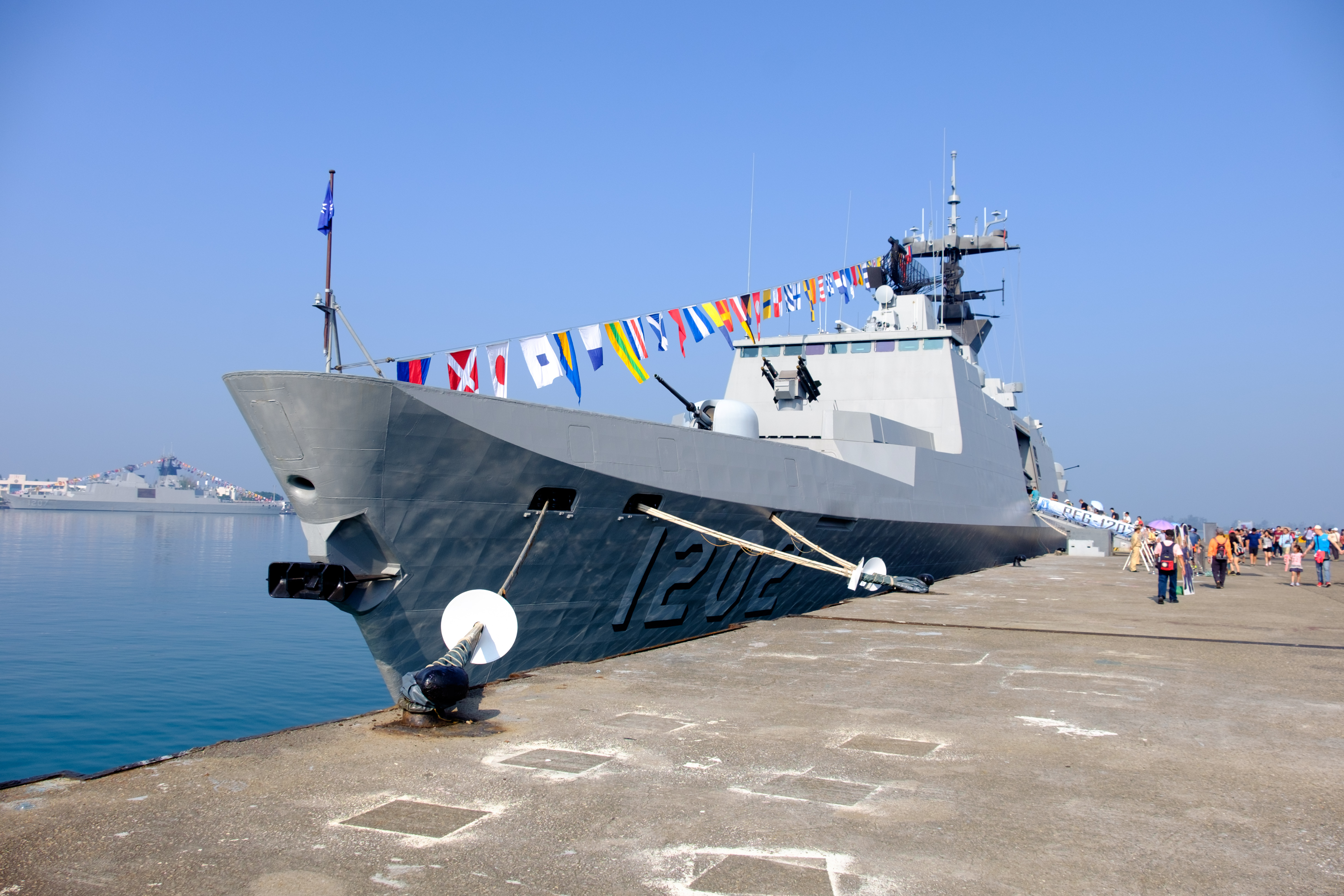
康定軍艦
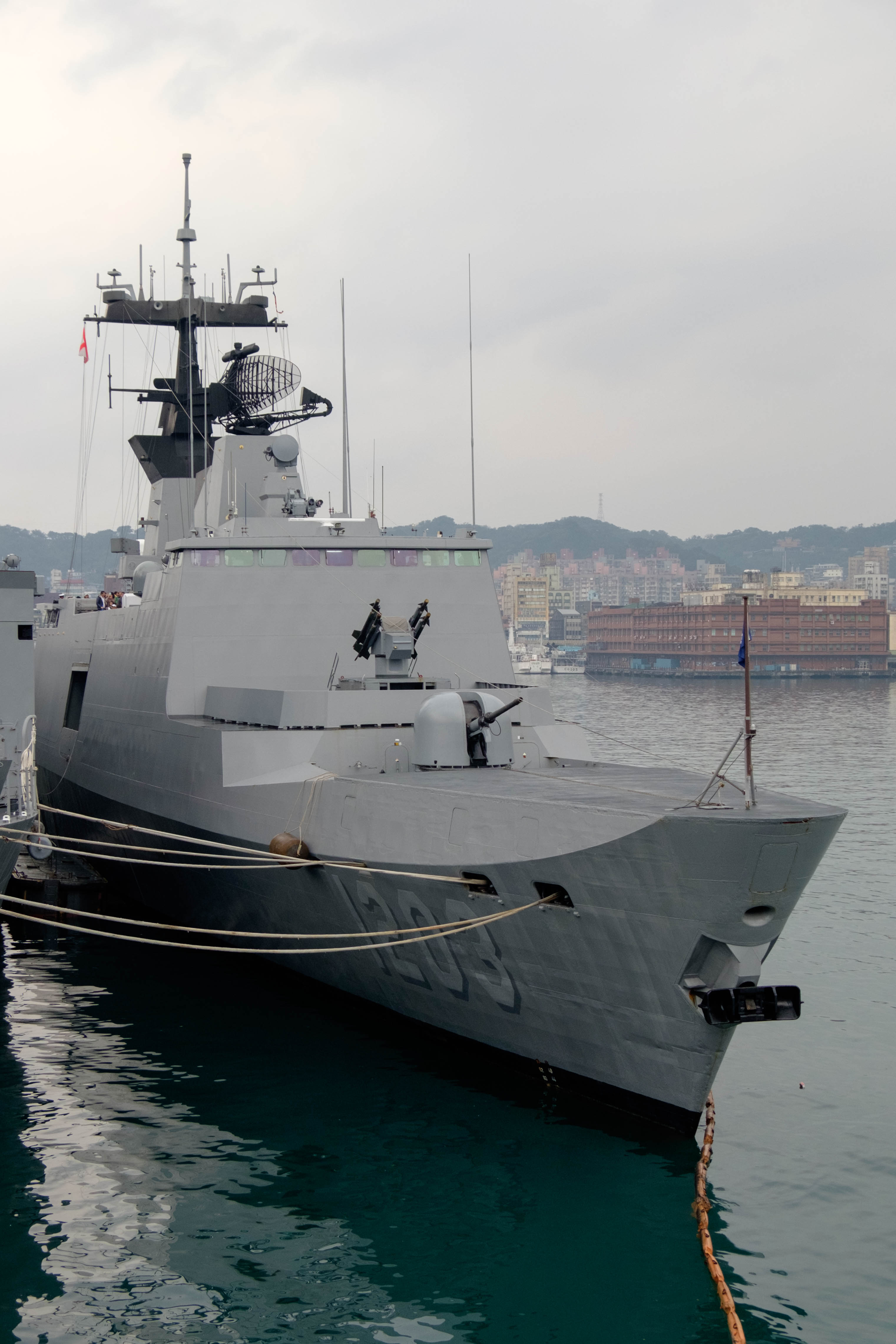
西寧軍艦
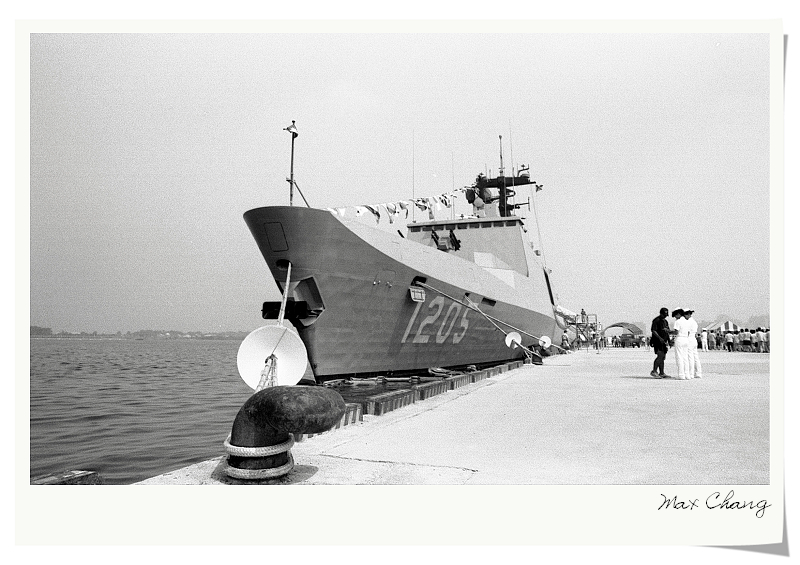
昆明軍艦
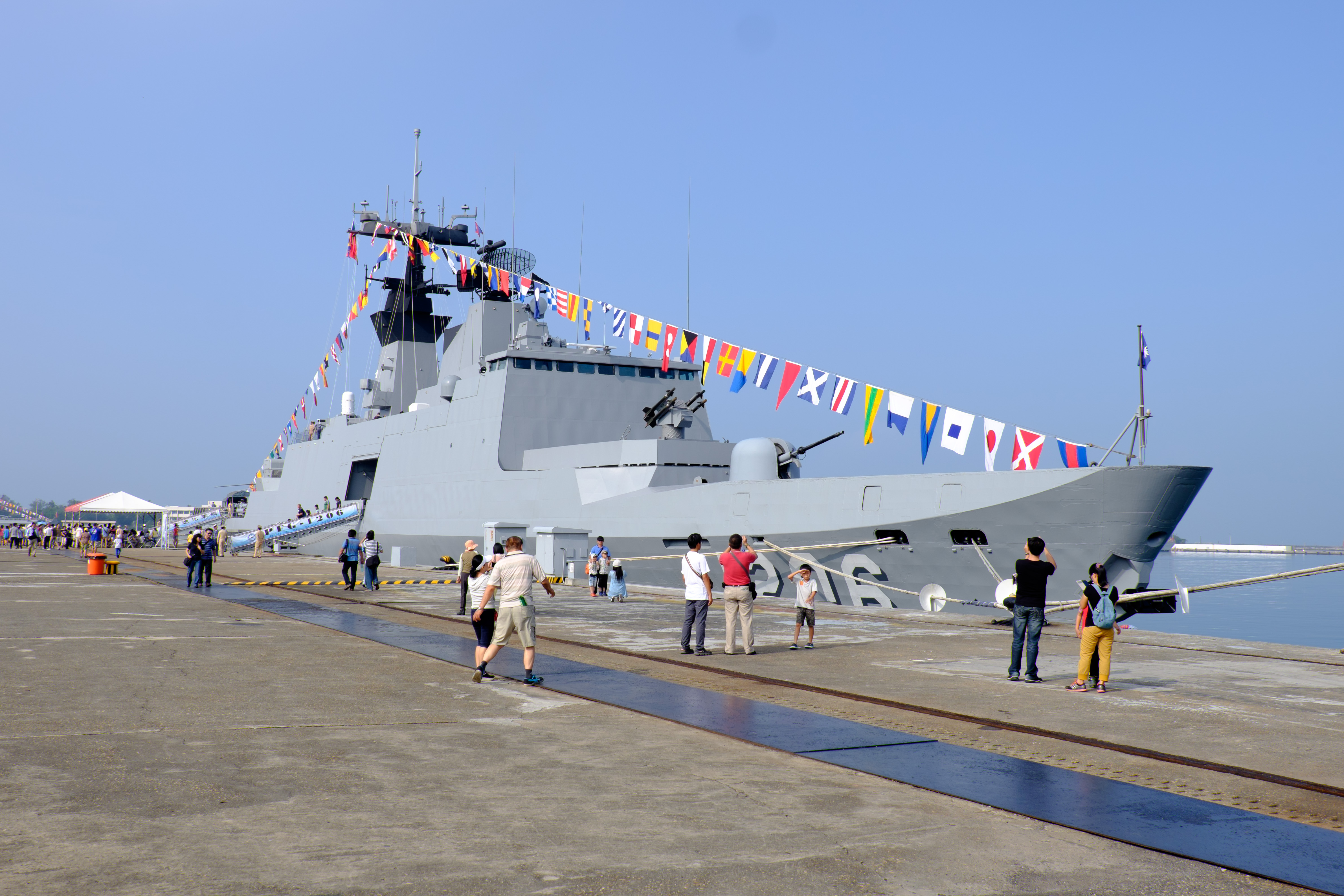
迪化軍艦
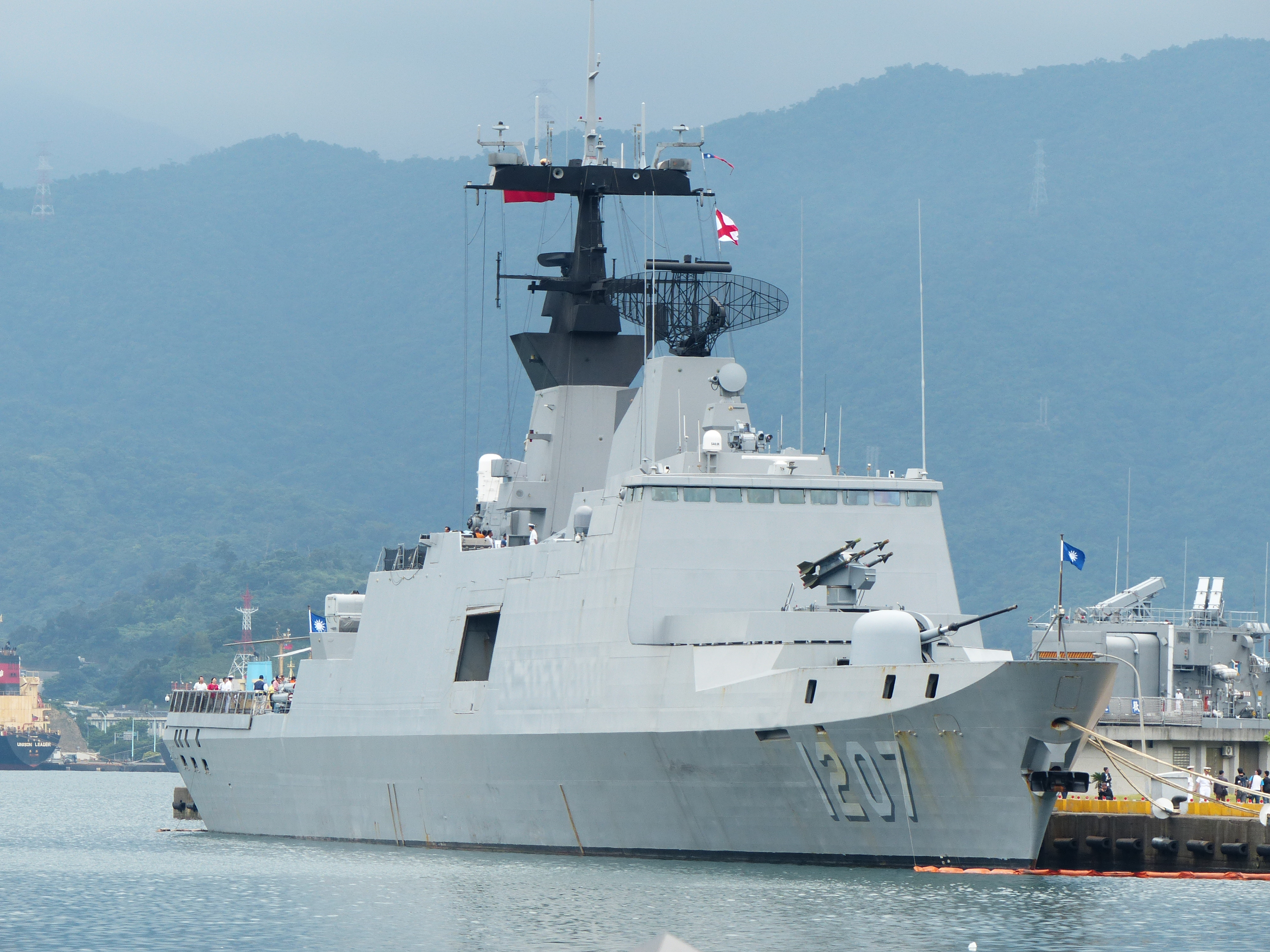
武昌軍艦
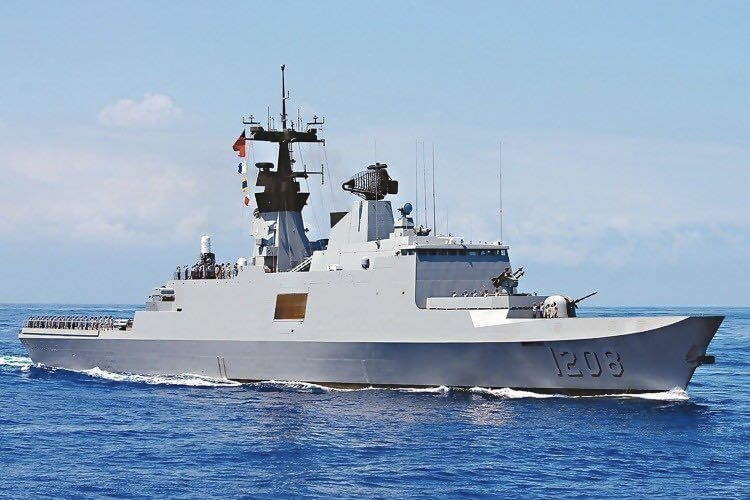
承德軍艦

## 外部連結
- （中文）-中國軍艦虛擬博物館-康定級巡防艦
- （日語）-日本周辺国の軍事兵器 （页面存档备份，存于）
- （英文）-Naval Technology - Kang Ding Class Frigates, Taiwan （页面存档备份，存于）
- （中文）-中科院海劍羚飛彈 爭取海軍採購 （页面存档备份，存于）